# Prodasineura flavifacies
Prodasineura flavifacies är en trollsländeart som beskrevs av Elliot C.G. Pinhey 1981. Prodasineura flavifacies ingår i släktet Prodasineura och familjen Protoneuridae. IUCN kategoriserar arten globalt som otillräckligt studerad. Inga underarter finns listade i Catalogue of Life.